# Skårdals skans
Skårdals skans i Ale kommun var en av flera försvarsanläggningar i det dansk-norska området Skårdals skate under Hannibalsfejden 1643-45.

## Om skansen
Skansen uppfördes av dansk-norska trupper under befäl av Hannibal Sehested som en av flera åtgärder i ett yttre försvar av Bohus fästning i juni 1644. Skansen hade rollen som brohuvud och behärskade den svenska vägen mellan Göteborg och nyanlagda Vänersborg på östra stranden av Göta älv. Samtidigt lades en bro mellan Hisingen och Skårdals skate vid Jordfallet.

Den 5 augusti 1644 anföll soldater under befäl av kommendanten i Göteborg, Nils Assersson Mannersköld, de norska trupper som inkvarterats i gårdarna norr om Lärje. Sehested flyttade då sina trupper över till Hisingen, men skansen i Skårdal hade kvar en mindre dansk-norsk styrka.
Ett antal svenska skansar uppfördes på östra stranden av Göta älv mellan Göteborg och Vänersborg under augusti och september 1644 under befäl av ingenjör Johan Andersson Lennaeus och överstelöjtnant Per Lillie. Förutom vid Gamla Lödöse och Tösslanda (norr om Lilla Edet), tillkom skansar vid Lärje och "Spetalen" (Göteborgs dåvarande Hospital norr om Gamlestaden).

De norska trupperna verkar ha lämnat Skårdals skans under hösten 1644, varefter den besatts av svenskarna och ingått i den redan byggda kedjan av svenska skansar på östra älvstranden.
  
Den danske amiralen Ove Gjedde, som också var befallningsman på Bohus, intog  27 januari 1645 Skårdals skans genom överraskning och hela svenska besättningen togs till fånga. Det innebar att en kaptenlöjtnant, en fältväbel, en furir och två korpraler samt minst 30 meniga soldater hölls fångna på Bohus fästning fram till freden i augusti 1645. Efter erövringen av skansen återvände de norska soldaterna tillbaka över älven.
 Den 13 februari 1645 kom översten för Närke och Värmlands regemente, Johan Gordon, med en bondehär norrifrån över Starrkärrs socken och Nödinge till trakten runt Skårdal. Från varje gård fordrades 20 daler silvermynt. När svenskarna med ca 100 man var sysselsatta med att ödelägga Skårdal skans anfölls de av Hannibal Sehested i spetsen för ca 50 uppbådade ryttare. De flesta av de svenska soldaterna flydde men 13 av Gordons 100 man togs till fånga, och dessa gav Sehested viktiga upplysningar om den svenska militära beredskapen.